# Coyolpalm
De coyolpalm (Acrocomia aculeata) is een middelgrote, tot 11 m hoge palm. Het is een zeer variabele soort. De stam wordt tot 50 cm dik en is vaak bedekt met afgestorven bladschedes. De dichte kroon bestaat uit tien tot dertig geveerde bladeren met talrijke, lintvormige deelblaadjes die onregelmatig op de bladspil staan gerangschikt en aan de onderkant blauwgroen van kleur zijn.
De bloeiwijzes staan in de bladoksels en zijn vertakt en met stekels bedekt. De bloeiwijzes zijn tweeslachtig waarbij de vrouwelijke bloemen zich in het onderste gedeelte en de mannelijke bloemen zich in het bovenste gedeelte van de bloeiwijze bevinden. De mannelijke bloemen worden omgeven door honingraatachtige bracteeën (soort schutbladeren). De vruchten zijn gladde, rijp geliggroene, 2-3 cm grote bessen.
De coyolpalm heeft een aantal gebruikstoepassingen. Uit het endosperm van de zaden wordt palmolie gewonnen. Deze olie heeft een zoetige smaak en kan worden gebruikt om te bakken en te braden. Ook kan er margarine en zeep van worden gemaakt. In Honduras en omliggende landen wordt uit het suikerhoudende sap van de stam na vergisting palmwijn bereid. De palmharten zijn eveneens eetbaar. Van de bladeren kunnen manden, matten en hangmatten worden vervaardigd.
De coyolpalm komt voor in de neotropen. Waarschijnlijk hebben de Maya en andere precolumbiaanse culturen deze palm reeds als nutsgewas door Midden-Amerika verspreid.In het Pantanal moerasgebied worden de zaden van de Coyolpalm gegeten door de hyacinthara en halsbandpekari.

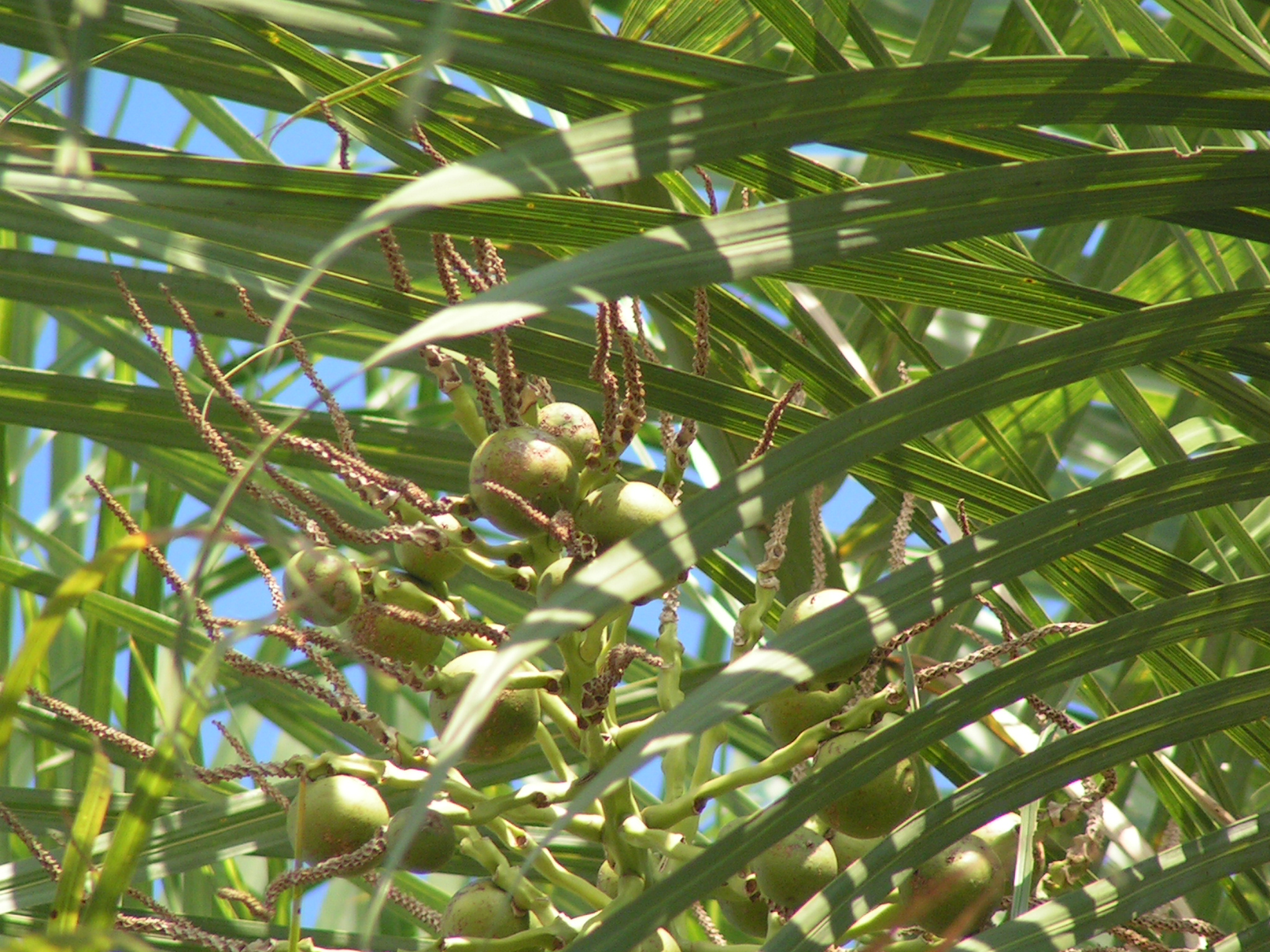
Vruchten
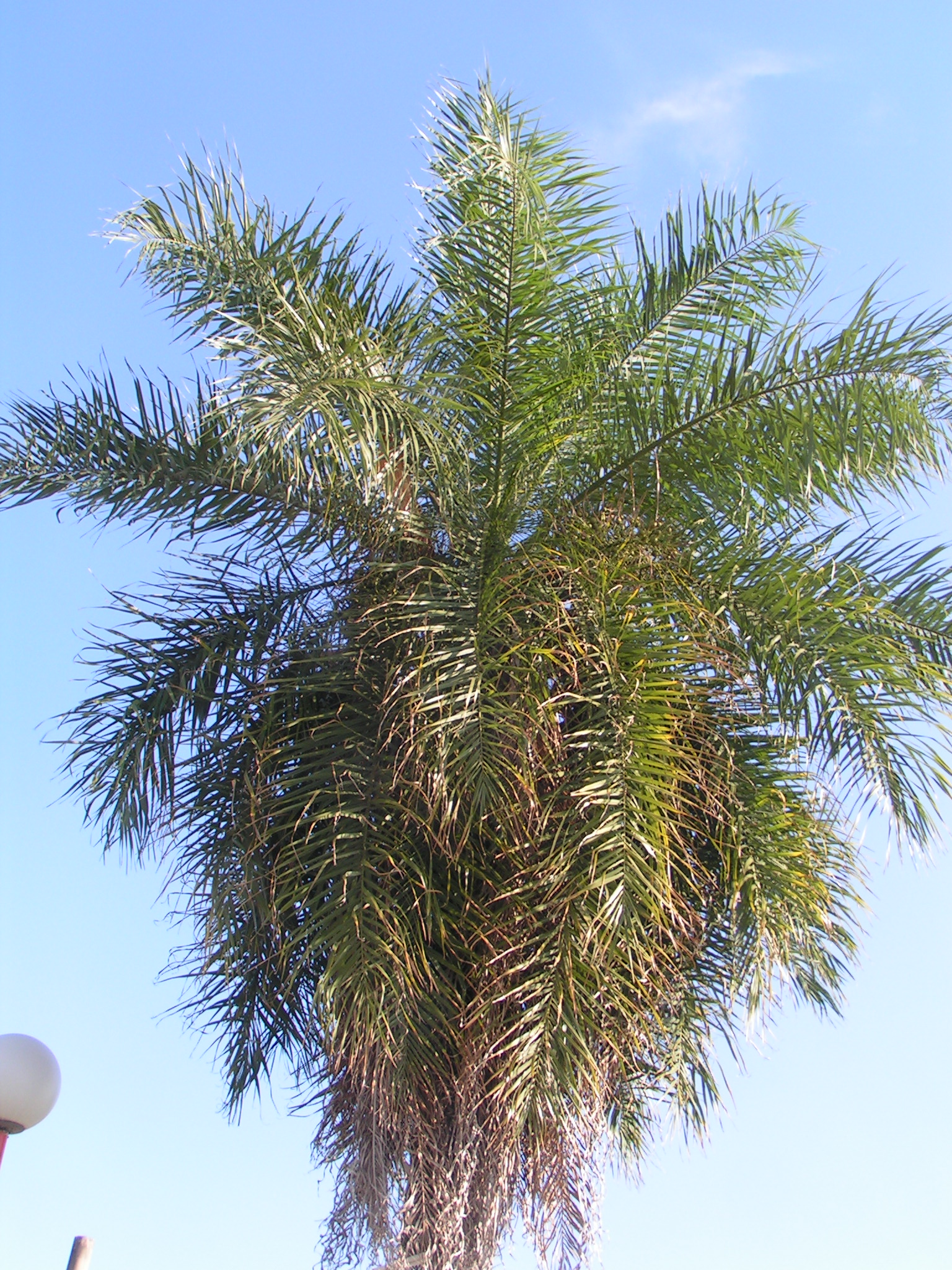
Kroon
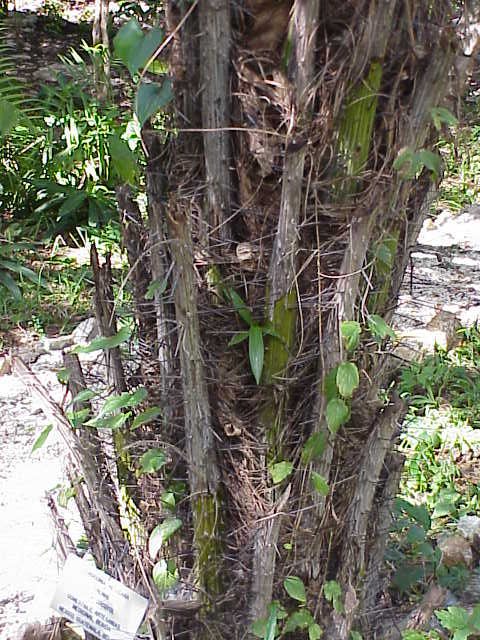
Stam overdekt met afgestorven bladschedes
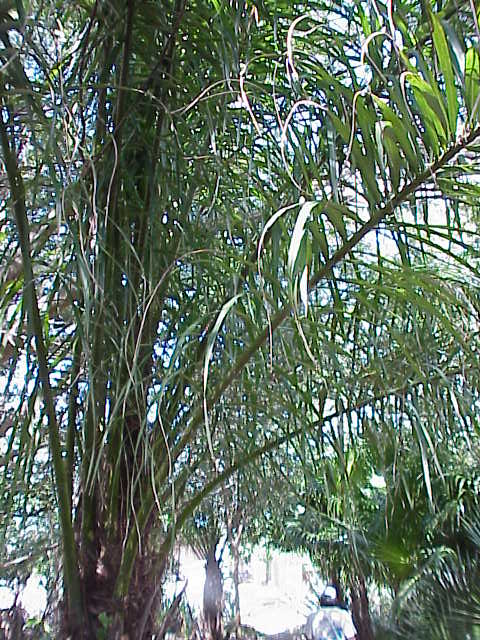
bladeren
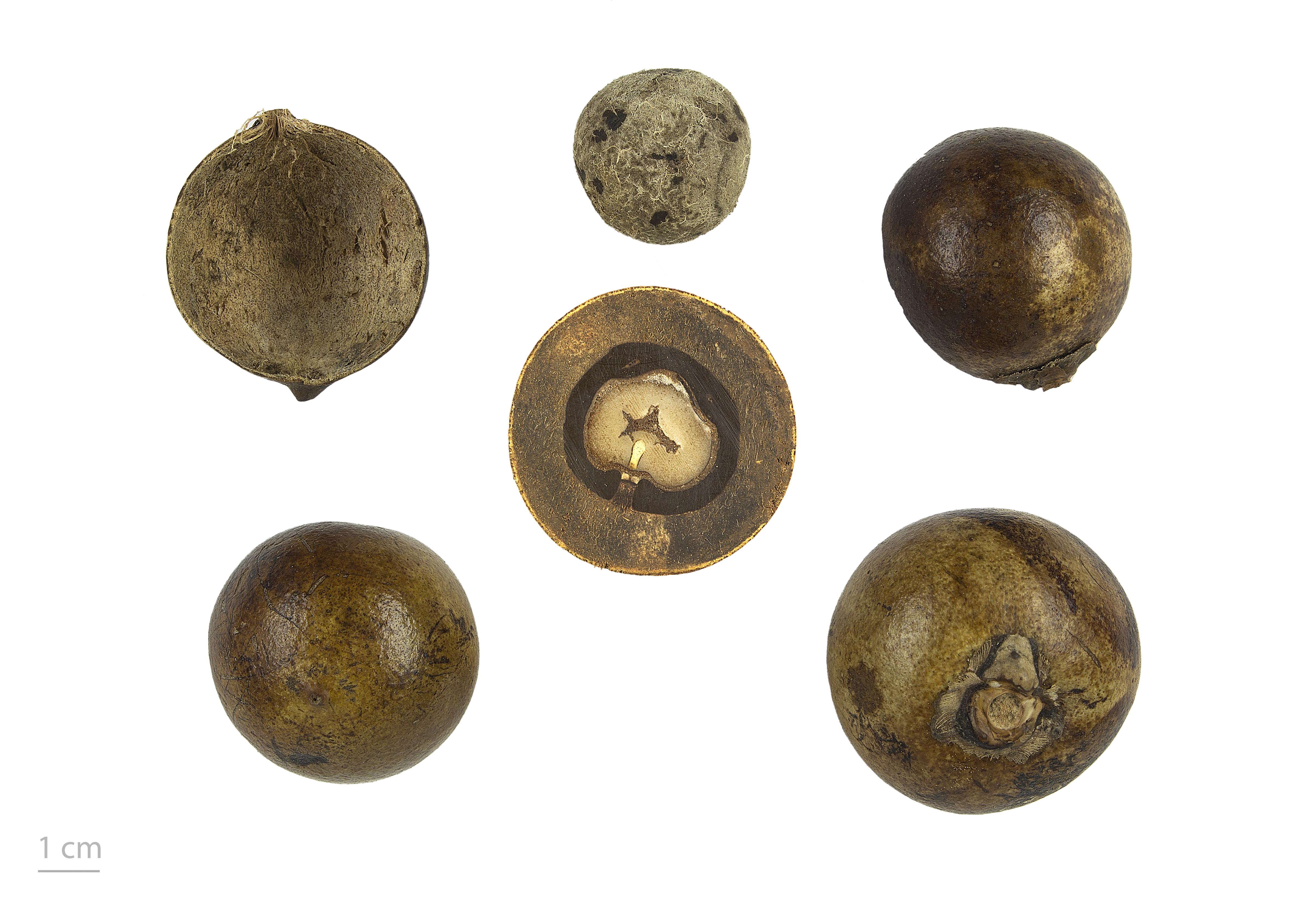
Acrocomia aculeata